# 贵州省革命委员会
贵州省革命委员会，初名毛泽东思想贵州省革命委员会，是1967年2月14日成立的革命委员会，取代当时的贵州省人民委员会，是文化大革命期间中华人民共和国贵州省的最高行政单位。随着文化大革命的结束，1980年1月贵州省第五届人民代表大会第二次会议上，宣布成立贵州省人民政府，撤销贵州省革命委员会。

## 背景

1967年贵州革命派造反游行

1966年6月1日，《人民日报》发表《横扫一切牛鬼蛇神》的社论，贵州省委于当日召开二届七次全委扩大会议，传达《五一六通知》，制定《贵州文化大革命的工作意见》，要求广泛发动群众投入文化大革命。6月6日，《贵州日报》发表《坚决拔掉汪小川反革命反社会主义的黑旗》和《彻底揭穿汪小川反党反社会主义的反动本质》两篇文章，对省委宣传部长汪小川进行批判。当晚有千人到贵州日报社贴大字报，提出“要彻底揭露省委‘舍车保帅’的阴谋”，“彻底揭开省委阶级斗争的盖子”，继而又有一些人向省委写质问信。8日下午，中共贵州省委常委会将此事定为反革命事件，进行追查、处理，即“六六事件”。
8月初，中共贵州省委传达中共八届十一中全会《关于无产阶级文化大革命的决定》。8月18日，贵阳举行“欢呼毛主席和首都百万群众在一起”的集会和游行，各大、中学普遍建立“红卫兵”组织。9月，贵阳各大学、中学“停课闹革命”。红卫兵在北京接受毛泽东检阅后归来，相继建立“贵阳大中学校红卫兵总部”、贵阳师范学院“六六战斗团”、贵阳医学院“工农红卫兵”及贵州大学、贵州工学院、贵州农学院的“九一五兵团”和“九一五红卫兵”等组织。之后，机关、厂矿等也成立了“贵州省红色工人战斗团”、“贵阳战斗团”、“贵阳红色保卫战斗团”、“省市文化科研战斗团”等。从10月开始，掀起了“批判资产阶级反动路线”的风暴，贵州省委、贵阳市委在邮电大楼召开检讨大会，被迫承认“犯了方向、路线错误”。12月，贵阳地区40多个造反派组织，联合成立“贵州无产阶级革命造反派总指挥部”。

## 沿革

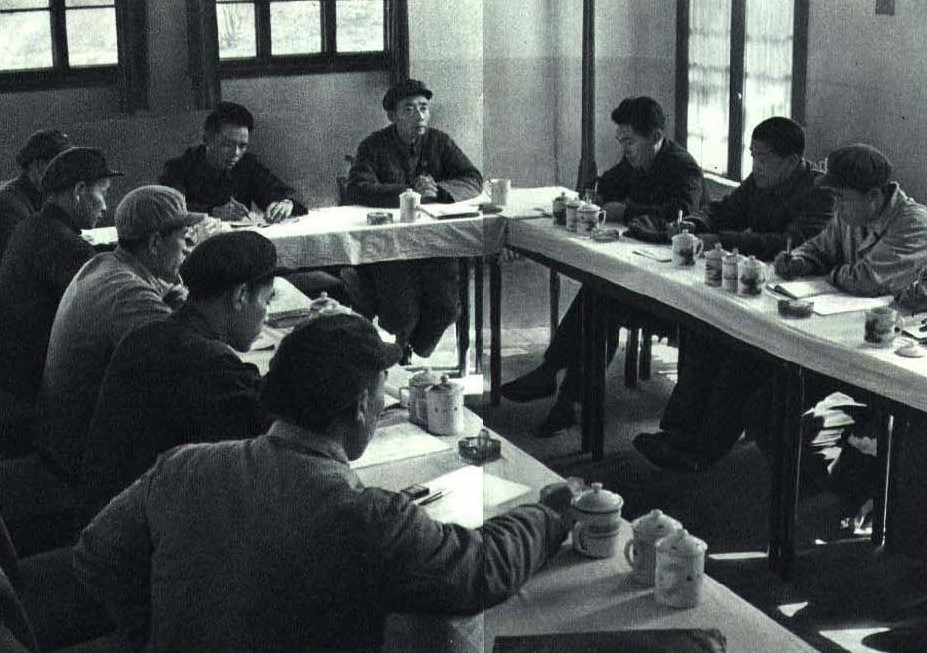
1967年的贵州省革命委员会

1967年1月中旬，上海造反派率先发动“一月风暴”。1月24日，按毛泽东的指示，时任贵州省军区副政委的李再含等人到北京汇报贵州文革情况，听取了“贵州也要夺权”的指示。1月25日，李再含等人成立了“贵州省无产阶级革命造反总指挥部”，组织批判并“打倒”了省委、省人委和贵阳市委、市人委，贵州政治工作进而陷于瘫痪，造反派趁机篡夺了领导权。1月25日，“总指挥部”发表通告，宣布接管省委、省人委和贵阳市委、市人委，成立“毛泽东思想贵州省革命委员会”。2月1日，《人民日报》发表社论《西南的春雷——欢呼毛泽东思想在贵州的伟大胜利》。社论指出：“这个胜利，将引起连锁反应，使西南地区的无产阶级革命派在夺权斗争中乘风破浪地前进。”2月13日，“毛泽东思想贵州省革命委员会”成立。8月1日，改称“贵州省革命委员会”。12月20日，中共中央批准成立贵州省革命委员会领导核心小组（李再含、张明、李立、孙昌德、刘安民、康岩中、徐英年七人组成）。
“造反派”组织之间围绕权力分配展开了激烈斗争，很快分裂成两大派。1967年4月10日至20日，贵州省大中学校红卫兵代表会议（“省红代会”）在贵阳召开。会议确定贵州省各地红卫兵组织统一称“贵州省大中学校毛泽东思想红卫兵”。4月11日，贵阳地区部分大中学校的学生冲击“省红代会”，被称为“四一一派”。5月上旬，四一一派由学校逐步发展到社会，在全省各地区、厂矿都有与当地革委会对立的四一一派。6月8日，贵阳地区“四一一战斗兵团”成立，两派矛盾不断激化并爆发武斗事件。1968年2月，经李再含审批的报告中列出六名贵州省委、贵阳市委领导人的“叛徒”名单，电告中央文革，并与被列为“特务”、“特嫌”的38名厅局级和101名处级干部一起进行关押、批斗。
针对贵州出现的问题，中共中央、中央文革小组、中央军委于1969年3月27日发出《对贵州当前文化大革命的指示》和《给贵州部队的指示》，因每一个“指示”都有五条具体内容，又称为“两个红五条”，内容要求贵州发展“革命大联合”和“革命三结合”，“拥政爱民”，“抓革命、促生产、促工作、促战备”。1969年10月20日，中共中央下发了解决贵州问题的《中共中央对贵州省核心领导小组〈关于解决贵州省当前若干问题的报告〉的批示》（(1969)71号文件），改组贵州省革命委员会。10月26日，中共中央决定调昆明军区副政委蓝亦农兼任贵州省军区第一政委、代理中共贵州省核心领导小组组长，主持贵州工作，调四十三军军长张荣森任中共贵州省党的核心领导小组副组长，明确何光宇、石新安、李立、张明、罗锡康、张健民、刘兴胜、鲍德金、张琦、朱德兰、刘绍贤、徐英年等12人为核心领导小组成员。蓝亦农主持贵州工作后，根据中发(1969)71号文件，组织揭发批判李再含等人的错误和罪行，对革委会进行重组。1971年5月，中共贵州省第三次代表大会召开，中共贵州省委恢复。
1976年10月，文化大革命结束。1977年2月，中共中央调马力任省革委会主任，同年3月调苏钢任副主任。原省革委会主任鲁瑞林离任，原副主任罗锡康、田子明、孙昌德，经中共中央批准隔离审查（后被分别判刑）。1977年11月，贵州省第五届人民代表大会第一次会议在贵阳召开，会议选举马力为贵州省革命委员会主任，贾庭三等人为副主任，选举省革委会委员141人，未设常委。1978年5月，贾庭三离任，中共中央通知，由池必卿任省革委会副主任。1979年3月和5月，中共中央根据中共贵州省委的提名，分别批复秦天真、申云浦为贵州省革委会副主任。1980年1月，贵州省第五届人民代表大会第二次会议，将贵州省革命委员会改为贵州省人民政府。随后，各州、市、县也相应地改革命委员会为人民政府。

## 组织
2月14日，省革委会颁布《关于成立有关办事机构的通知》，其办事机构有：文化革命领导小组，下设工建交财文化革命办公室、宣教卫文化革命办公室、农林文化革命办公室、干部工作文化革命办公室；保卫委员会；生产领导小组，下设领导小组办公室、农林办公室、工交办公室、基建办公室、财贸办公室；秘书处，下设秘书组、文书档案组、文印发行组、来信来访组、行政生活办公室；接待站。
10月25日，省革委会发出《关于贯彻执行〈省革命委员会行政机构设置和人员编制方案〉的通知》，将原中共贵州省委各部委，省人民委员会各厅、局的工作任务，分别纳入革委会下设的五个领导小组：
1. 政治工作领导小组，统管全省政治思想工作。
2. 生产领导小组，统管全省工农业生产、财贸和基建等工作。
3. 保卫领导小组，负责全省治安、保卫、审判、法制教育、劳改管教等项工作。
4. 国防工业领导小组，代替原省国防工业办公室的全部工作。
5. 学校工作领导小组，代替原省教育厅的政治和业务工作，并负责全省大中学校的军政训练领导工作。
6. 秘书处，代替原省委、省人民委员会办公厅等[23]。

1970年，省革委会机构调整为省革委会办公室、政治部、生产指挥部、人民保卫部、人防办公室。

## 领导
贵州省革命委员会组成：
- 1967年12月-1971年5月
  - 主任：李再含
  - 副主任：张明、李立、孙昌德、刘安民、康岩中、何光字、张琦、刘金地、张健民、罗锡康[26]

- 1971年5月-1973年9月
  - 主任：蓝亦农
  - 第一副主任：张荣森
  - 副主任：石新安、贾庭三、李立、何光字、张明、张健民、张琦、刘兴胜、马扶增、陈行庚、李庭桂、罗锡康、田子明、孙昌德[26]

- 1973年9月-1977年2月
  - 主任：鲁瑞林
  - 副主任：李葆华[26]

- 1977年2月-1977年11月
  - 主任：马力（1977年2月中央决定）[26]
  - 副主任：苏钢（1977年3月中央批准任命）[26]

- 1977年11月-1980年1月
  - 主任：马力
  - 副主任：贾庭三、苏钢、李庭桂、刘兴胜、王朝文、王振江、吴肃、吴实、贾林放、冉砚农、宋筱蓬、解杰、张玉芹（以上1977年11月省五届人大一次会议决定）、秦天真（1979年3月一）、申云浦（1979年5月）[26]